# Cristi Harris
Cristi Harris (East Point, 3 de diciembre de 1977) es una actriz estadounidense de cine y televisión, reconocida principalmente por interpretar el papel de Emily Davis en la serie de televisión de la NBC Sunset Beach y de Tina Simms en Passions. En 1995 protagonizó la película de terror Night of the Demons 2, dirigida por Brian Trenchard-Smith.

## Filmografía destacada

### Cine y televisión
- 2020 - The Unhealer
- 2018 - Mister Sadpants
- 2004-2005 - Passions
- 2004 - NCIS: Naval Criminal Investigative Service
- 1998-1999 - Sunset Beach
- 1998 - Sunset Beach: Shockwave
- 1998 - Lurid Tales: The Castle Queen
- 1997 - Kiss of Death
- 1995 - Night of the Scarecrow
- 1994 - Night of the Demons 2
- 1993 - Full House
- 1992 - Rescue Me